# Soveria Simeri
Soveria Simeri är en ort och kommun i provinsen Catanzaro i regionen Kalabrien i Italien. Kommunen hade 1 534 invånare (2018).